# Peter Bartalský
Peter Bartalský (Malacky, 27 gennaio 1978) è un allenatore di calcio ed ex calciatore slovacco, di ruolo portiere.

## Palmarès

### Allenatore

#### Club
- Campionato ceco: 1

Sparta Praga: 2018-2019